# Portret van Adèle Bloch-Bauer II
Portret van Adèle Bloch-Bauer II (Duitse vertaling: Porträt der Adèle Bloch-Bauer II) is een olieverfschilderij van de Oostenrijkse kunstschilder Gustav Klimt, geschilderd in 1912. Het werk bevond zich tot 2006 in de collectie van de Österreichische Galerie Belvedere te Wenen, waarna het als roofkunst werd gekwalificeerd en toegewezen aan de nazaten van Bloch-Bauer, die het in 2006 lieten veilen. Oprah Winfrey kocht het toen voor 88 miljoen dollar en verkocht het in 2016 voor 150 miljoen dollar weer door aan een Chinese particulier.

## Invloed Matisse
Tijdens de tweede Kunstschau-expositie van de Klimt-beweging in 1909, raakte Klimt erg onder de indruk van het werk van Henri Matisse. Nog in datzelfde jaar bracht hij een bezoek aan Parijs om nog andere fauvistische schilderijen van Matisse te bekijken. Daarbij maakte hij meteen ook kennis met de verzameling primitieve en oosterse kunst die Matisse bezat. De invloed van Matisse is duidelijk terug te zien in het hier besproken Portret van Adèle Bloch-Bauer II uit 1912.

## Afbeelding
De invloed van Matisse op Klimts Portret van Adèle Bloch-Bauer II is allereerst te zien in het felle kleurgebruik en de heftige chromatiek, maar zeker ook in de combinatie van grote geometrische kleurvlakken met het drukke patroon van oriëntaalse bloemmotieven en kleine figuren. Zijn model staat ietwat onbehaaglijk ingeklemd tussen strakke omtrekken en is slechts ten dele geïndividualiseerd. Het samengaan van de donkergroene randen van haar kleding met de achtergrondkleuren versterkt het idee dat ze enkel deel uitmaakt van de omringende decoratie.
Het portret wordt doorgaans geen hogere symbolische betekenis toegekend. Feministische kunsthistorici zien evenwel in de stijfjes geposeerde, enigszins gedwongen houding van Adèle wel vaak een uiting van Klimts manipulatieve houding ten opzichte van vrouwen.

## Model
Model voor het portret staat Adèle Bloch-Bauer, dochter van de vooraanstaande Weense bankdirecteur Bauer en echtgenote van de achttien jaar oudere bankier en suikerfabrikant Ferdinand Bloch. Klimt portretteerde haar ook al in 1907 in zijn Portret van Adèle Bloch-Bauer I, waarmee ze het enige model werd dat "op papier" tweemaal door hem geschilderd werd. Vermoed wordt echter ook dat ze model heeft gestaan voor de sensuele werken Judith I en Judith II, en wellicht samen met Klimt ook voor het omhelzende paar uit De kus. Bloch-Bauer was vaak te vinden in Klimts atelier en onder kunstkenners is vaak gespeculeerd dat ze ook diens muze en minnares is geweest. Daarvoor bestaan echter geen andere bewijzen dan de genoemde schilderwerken en roddelachtige commentaren uit die tijd. Klimt had een wijdverspreide reputatie waar het ging om seksuele relaties met vrouwen in zijn atelier, maar zeker waar het ging om "vrouwen van stand" deed hij er altijd het zwijgen toe.

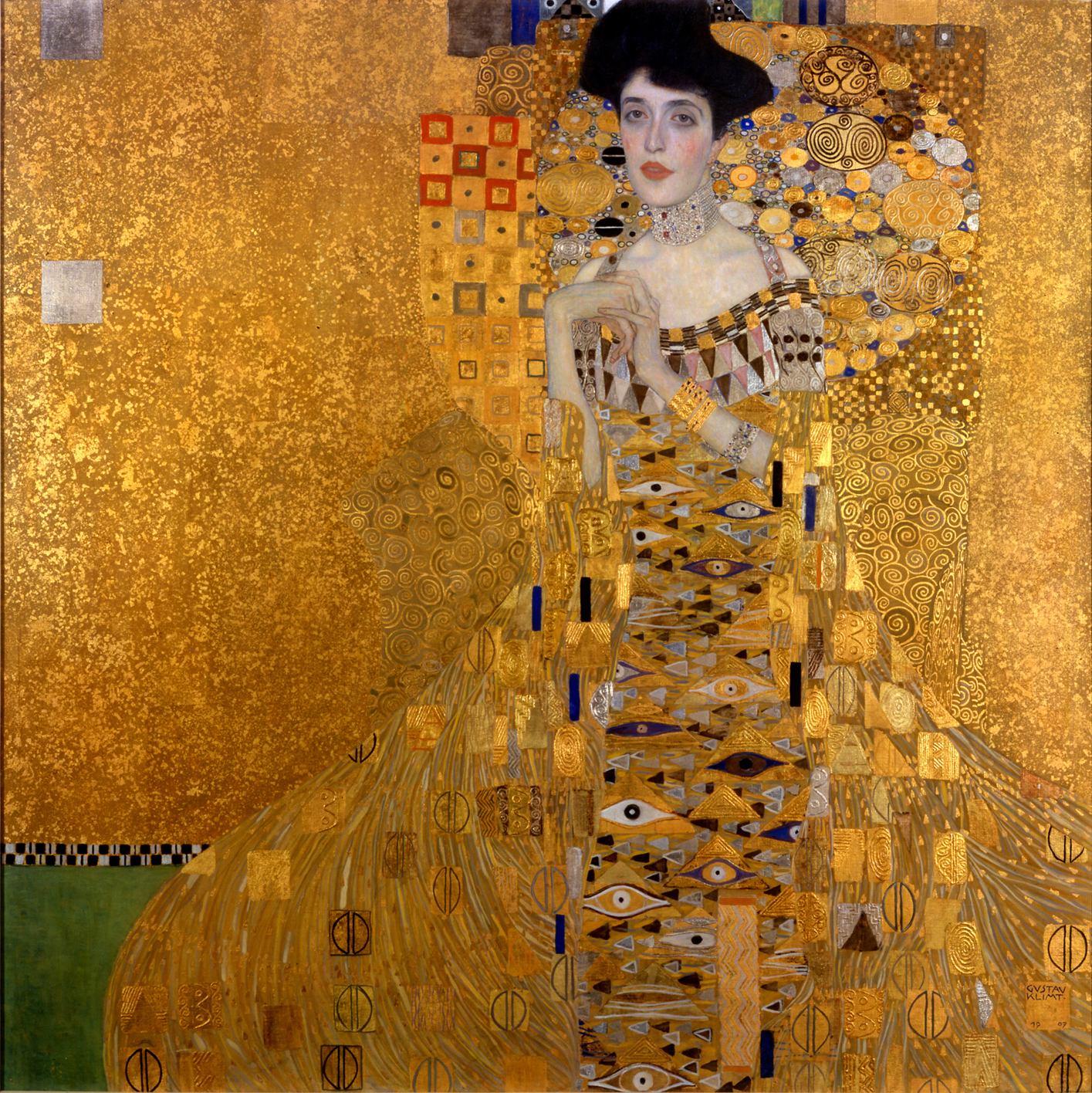
Portret van Adèle Bloch-Bauer I, 1907
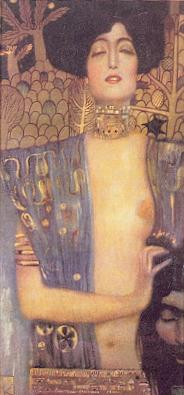
Judith I, 1901
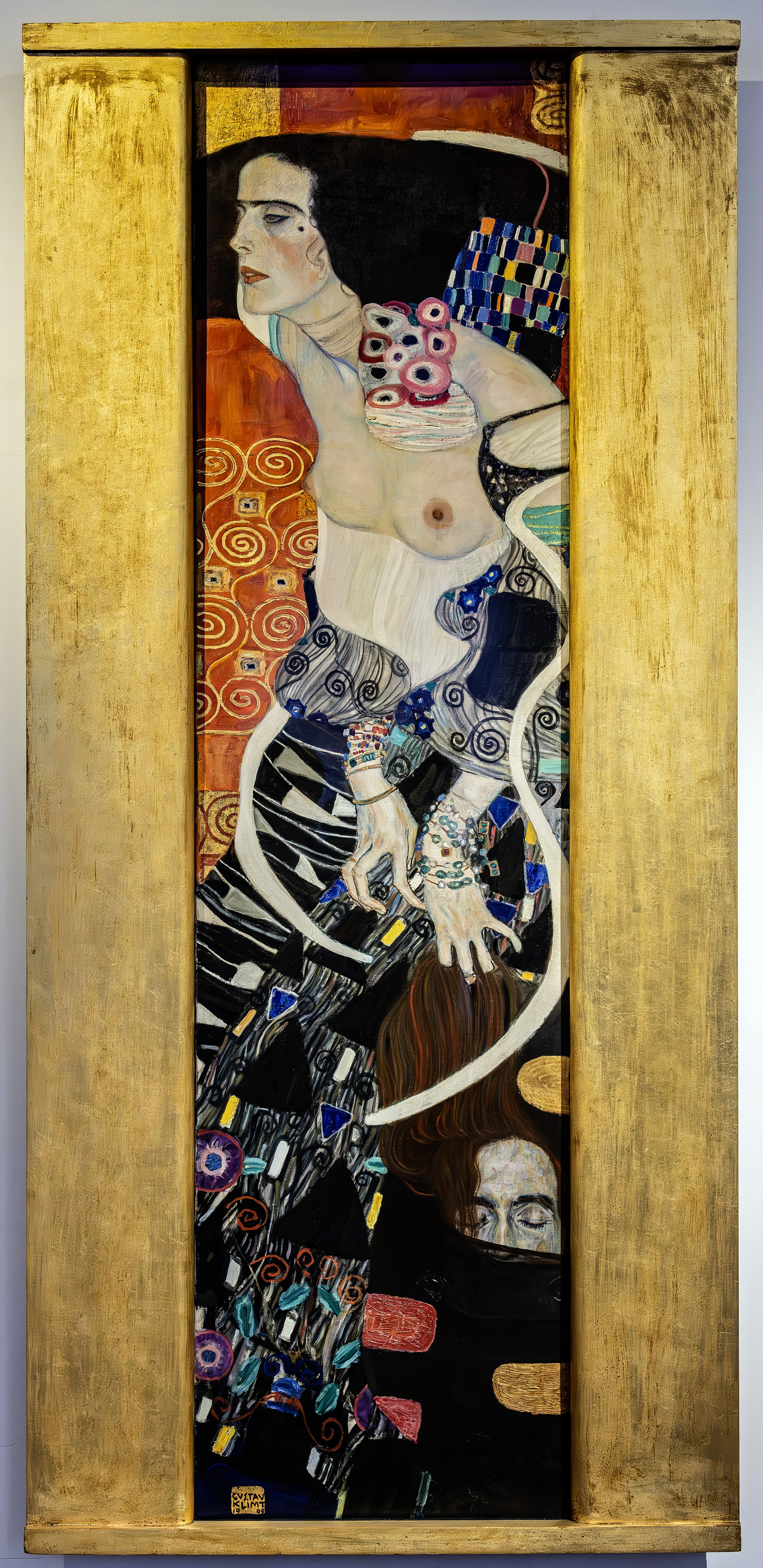
Judith II, 1909
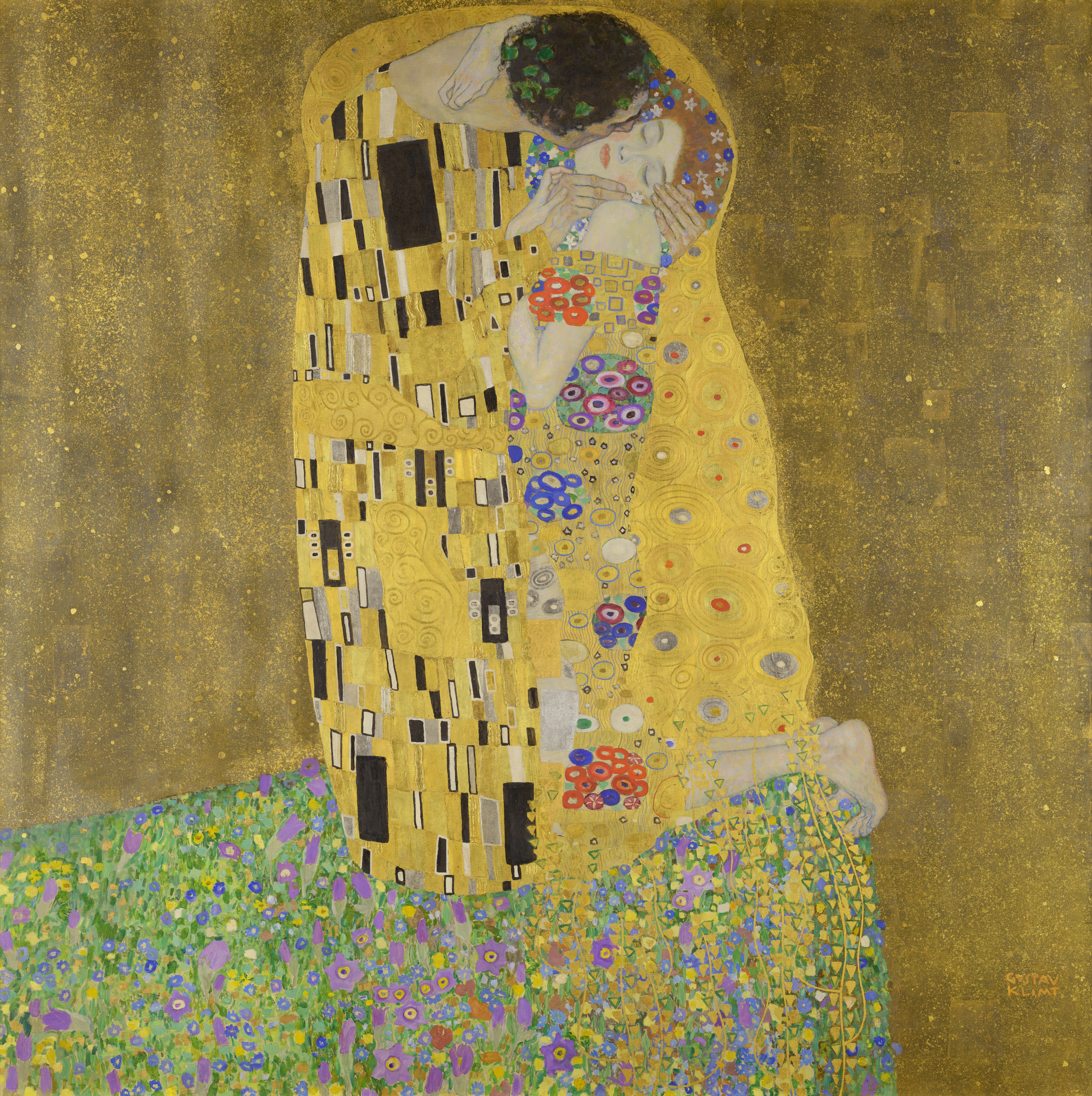
De kus, 1907-1908

## Historie
De beide portretten van Adèle Bloch-Bauer kwamen na voltooiing in bezit van de familie Bloch-Bauer, alsook drie andere werken van Klimt. Nadat Ferdinand Bloch, die Jood was, in 1938 halsoverkop naar Zwitserland vluchtte (Adèle was in 1925 overleden), werd zijn kunstverzameling door de nazi's geconfisqueerd, waarna de werken van Klimt in 1941 werden verkocht aan het Weense Belvedere Museum. Ferdinand Bloch overleed in 1945 en de werken werden na de oorlog aanvankelijk niet teruggevorderd. In 2006 werden ze na een langdurig proces echter alsnog toegewezen aan de erfgenamen van Adèle en Ferdinand, waaronder hun nichtje Maria Altman (1916-2011). Deze lieten de doeken vervolgens veilen bij Christie's. Het portret uit 1907 bracht 135 miljoen dollar op en het hier besproken portret uit 1912 87,9 miljoen dollar. Daarmee behoren de schilderijen nog steeds tot de duurst geveilde schilderijen. Koopster van Portret van Adèle Bloch-Bauer II was Oprah Winfrey. Zij leende het werk uit aan het Museum of Modern Art te New York, maar zwichtte in 2016 voor een bod van 150 miljoen dollar uitgebracht door een particulier uit China, die het tentoon wil stellen in een eigen museum.